# Rhithroperla rossi
Rhithroperla rossi är en bäcksländeart som först beskrevs av Froehlich 1960.  Rhithroperla rossi ingår i släktet Rhithroperla och familjen Gripopterygidae. Inga underarter finns listade i Catalogue of Life.